# Scinax staufferi
Scinax staufferi är en groddjursart som först beskrevs av Cope 1865.  Scinax staufferi ingår i släktet Scinax och familjen lövgrodor. IUCN kategoriserar arten globalt som livskraftig. Inga underarter finns listade i Catalogue of Life.